# Zaćmienie Piątego Słońca
Zaćmienie Piątego Słońca – tytuł filmu dokumentalnego Krzysztofa Bukowskiego, a jednocześnie tytuł albumu zespołu Voo Voo zawierającego muzykę do tego filmu. Płytę nagrano w Studio Sulejówek w listopadzie 1991 r.

## Tło powstania
11 lipca 1991 w obszarze wschodniego Pacyfiku 50 mln ludzi obserwowało całkowite zaćmienie Słońca. Film zrealizowano w dniu zaćmienia we współczesnym mieście Meksyk, który według ludów azteckich wierzeń miał być dniem końca świata. Scenariusz filmu napisał Jacek Dobrowolski, a do wykonania muzyki napisanej przez Wojciecha Waglewskiego zaproszono zespół Voo Voo.

(...) film o zaćmieniu Słońca pokazuje ścieranie się rodzimej kultury azteckiej i nieprawdopodobnego katolicyzmu meksykańskiego z napływającym "Babilonem", który tam najeżdża jak na karnawał w Rio. Przygotowując się do pracy nad tym filmem starałem się dowiedzieć jak najwięcej o tej kulturze. Kiedy przeczytałem wiersz indiańskiego poety przetłumaczony przez Stachurę a wykorzystany w filmie, zainteresowały mnie pewne kwestie językowe. Jest to więc proces poznania na różnych poziomach.

Reedycja płyty w roku 2007 ukazała się jako jedna z trzech części Muzyki filmowej.

## Lista utworów
| 1.  | "Malinche"                                   | 3:55  |
|     |                                              |       |
| 2.  | "Quetzalcoatl I"                             | 2:53  |
|     |                                              |       |
| 3.  | "Nie czyniąc szumu"                          | 3:25  |
|     |                                              |       |
| 4.  | "Jesteś stworzeniem magicznym"               | 2:57  |
|     |                                              |       |
| 5.  | "Ziemia opiera się na wodzie itd..."         | 3:29  |
|     |                                              |       |
| 6.  | "Bazar"                                      | 4:42  |
|     |                                              |       |
| 7.  | "I co dwie nogi miewa"                       | 4:19  |
|     |                                              |       |
| 8.  | "Głowa węża zaczyna się na końcu ogona"      | 5:35  |
|     |                                              |       |
| 9.  | "Quetzalcoatl II"                            | 3:27  |
|     |                                              |       |
| 10. | "Jestem jak pijany"                          | 4:08  |
|     | - tłumaczenie z języka nahuatl – E. Stachura |       |
| 11. | "Wieczność trwa najdłużej"                   | 3:17  |
|     |                                              |       |
|     |                                              | 42:07 |
|     |                                              |       |
- Wszystkie kompozycje – W. Waglewski

## Twórcy
muzycy
- Wojciech Waglewski – gitara, instrumenty klawiszowe, śpiew
- Jan Pospieszalski – gitara basowa, śpiew
- Mateusz Pospieszalski – saksofon altowy i sopranowy, akordeon, flet prosty
- Piotr Żyżelewicz – perkusja

personel
- Realizacja dźwięku – W. Przybylski
- Projekt graficzny – Witold Popiel